# 안선주
안선주(安宣柱, 1987년 8월 31일 ~ )는 대한민국의 프로 골퍼이다.

## 생애
경기도에서 태어났다. 초등학교 6학년 때부터 골프를 시작했다. 아마추어 시절에는 한국 대표로 활약했다. 경안초등학교, 경화여자중학교, 경화여자고등학교, 건국대학교 골프지도학과를 졸업했다. 2005년 KLPGA에 입회했다. 2010년 일본 여자 프로 골프에 진출했다. 2010년과 2011년 일본 여자 프로골프 투어 상금 랭킹 1위를 차지했다. 2012년 JLPGA투어 골프5 레이디스 토너먼트에서 우승했다.

## 기타
- 한국인 선수가 일본 여자 프로골프 투어에서 상금왕을 차지한 것은 안선주가 처음이다. 외국인 선수로는 대만 선수 이후 19년 만이다.